# Saison 2016 de l'équipe cycliste 3M
La saison 2016 de l'équipe cycliste 3M est la quatrième de cette équipe.

## Préparation de la saison 2016

### Arrivées et départs
| Arrivées           | Équipe 2015                    |
| ------------------ | ------------------------------ |
| Edwig Cammaerts    | Veranclassic-Ekoï              |
| Laurent Évrard     | Wallonie-Bruxelles             |
| Jelle Goderis      | Veranclassic-Ekoï              |
| Piotr Havik        | Rabobank Development           |
| Yoeri Havik        | SEG Racing                     |
| Dick Janssen       | WV De Jonge Renner             |
| Jérôme Kerf        | Verandas Willems               |
| Bob Schoonbroodt   | Parkhotel Valkenburg           |
| Ricardo van Dongen | SEG Racing                     |
| Kenny Willems      | Toekomstvrienden-Rock Werchter |

| Départs              | Équipe 2016           |
| -------------------- | --------------------- |
| Connor McConvey      | An Post-ChainReaction |
| Fabrice Mels         |                       |
| David Montgomery     | An Post-ChainReaction |
| Kevin Panhuyzen      |                       |
| Dimitri Peyskens     | Veranclassic-Ago      |
| Elliott Porter (en)  |                       |
| Jack Sadler          |                       |
| Jake Tanner          |                       |
| Geert van der Weijst |                       |
| Dylan van Zijl       |                       |
| Tim Vanspeybroeck    |                       |
| Nicolas Vereecken    | An Post-ChainReaction |

## Coureurs et encadrement technique

### Effectif
| Cycliste           | Date de naissance  | Nationalité | Équipe 2015                    |  |
| ------------------ | ------------------ | ----------- | ------------------------------ |  |
| Edwig Cammaerts    | 17 juillet 1987    | Belgique    | Veranclassic-Ekoï              |  |
| Jaap de Man        | 28 mars 1993       | Pays-Bas    | 3M                             |  |
| Gertjan De Vos     | 7 août 1991        | Belgique    | 3M                             |  |
| Martijn Degreve    | 14 avril 1993      | Belgique    | 3M                             |  |
| Laurent Évrard     | 22 septembre 1990  | Belgique    | Wallonie-Bruxelles             |  |
| Jelle Goderis      | 24 mars 1991       | Belgique    | Veranclassic-Ekoï              |  |
| Piotr Havik        | 7 juillet 1994     | Pays-Bas    | Rabobank Development           |  |
| Yoeri Havik        | 19 février 1991    | Pays-Bas    | SEG Racing                     |  |
| Dick Janssen       | 1er août 1994      | Pays-Bas    | WV De Jonge Renner             |  |
| Jimmy Janssens     | 30 mai 1989        | Belgique    | 3M                             |  |
| Jérôme Kerf        | 1er septembre 1993 | Belgique    | Verandas Willems               |  |
| Bob Schoonbroodt   | 12 février 1991    | Pays-Bas    | Parkhotel Valkenburg           |  |
| Christophe Sleurs  | 25 juin 1990       | Belgique    | 3M                             |  |
| Ricardo van Dongen | 18 juin 1994       | Pays-Bas    | SEG Racing                     |  |
| Melvin van Zijl    | 10 décembre 1991   | Pays-Bas    | 3M                             |  |
| Emiel Vermeulen    | 16 février 1993    | Belgique    | 3M                             |  |
| Michael Vingerling | 28 juin 1990       | Pays-Bas    | 3M                             |  |
| Kenny Willems      | 27 octobre 1993    | Belgique    | Toekomstvrienden-Rock Werchter |  |

Portraits
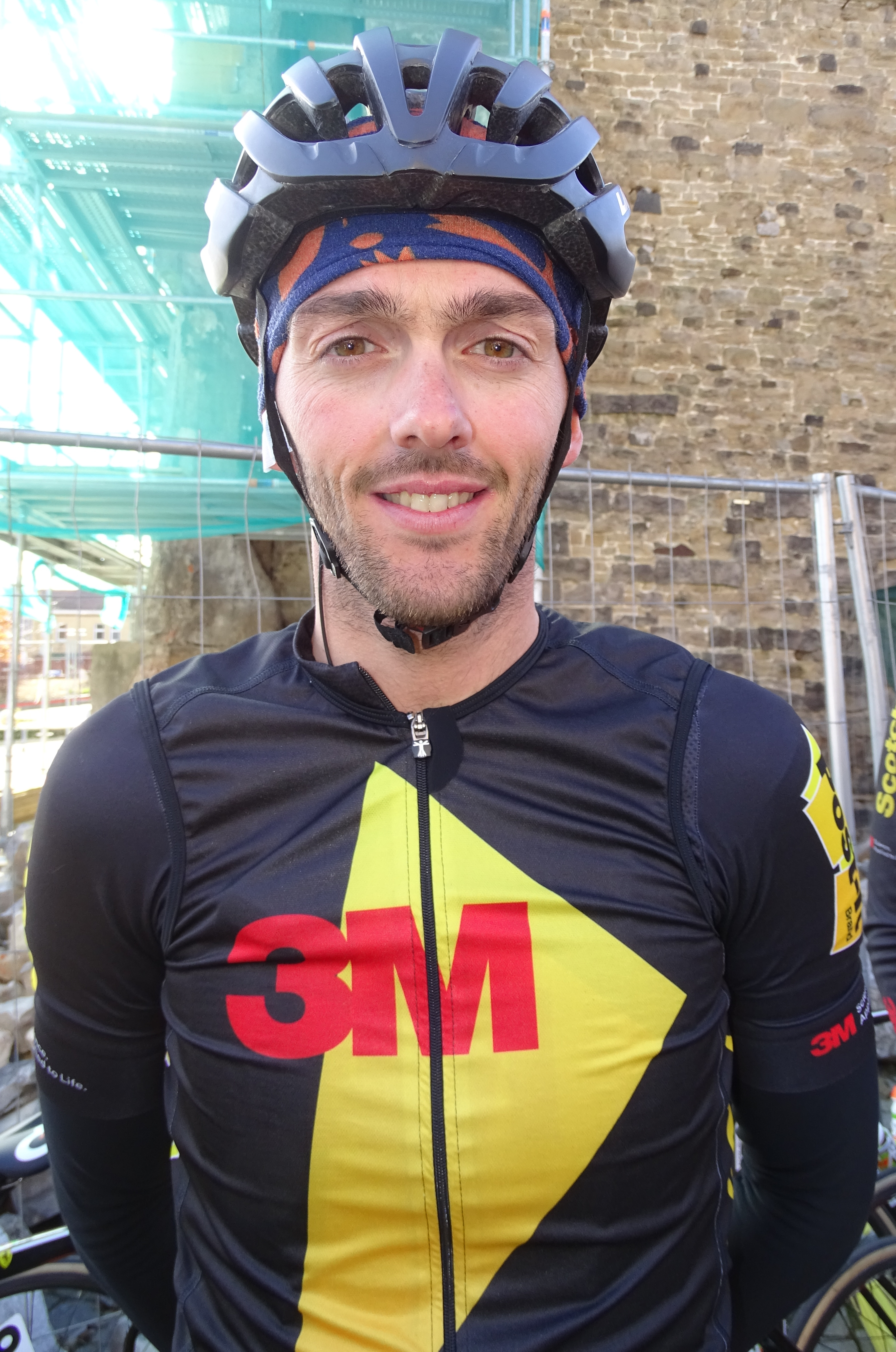
Edwig Cammaerts.
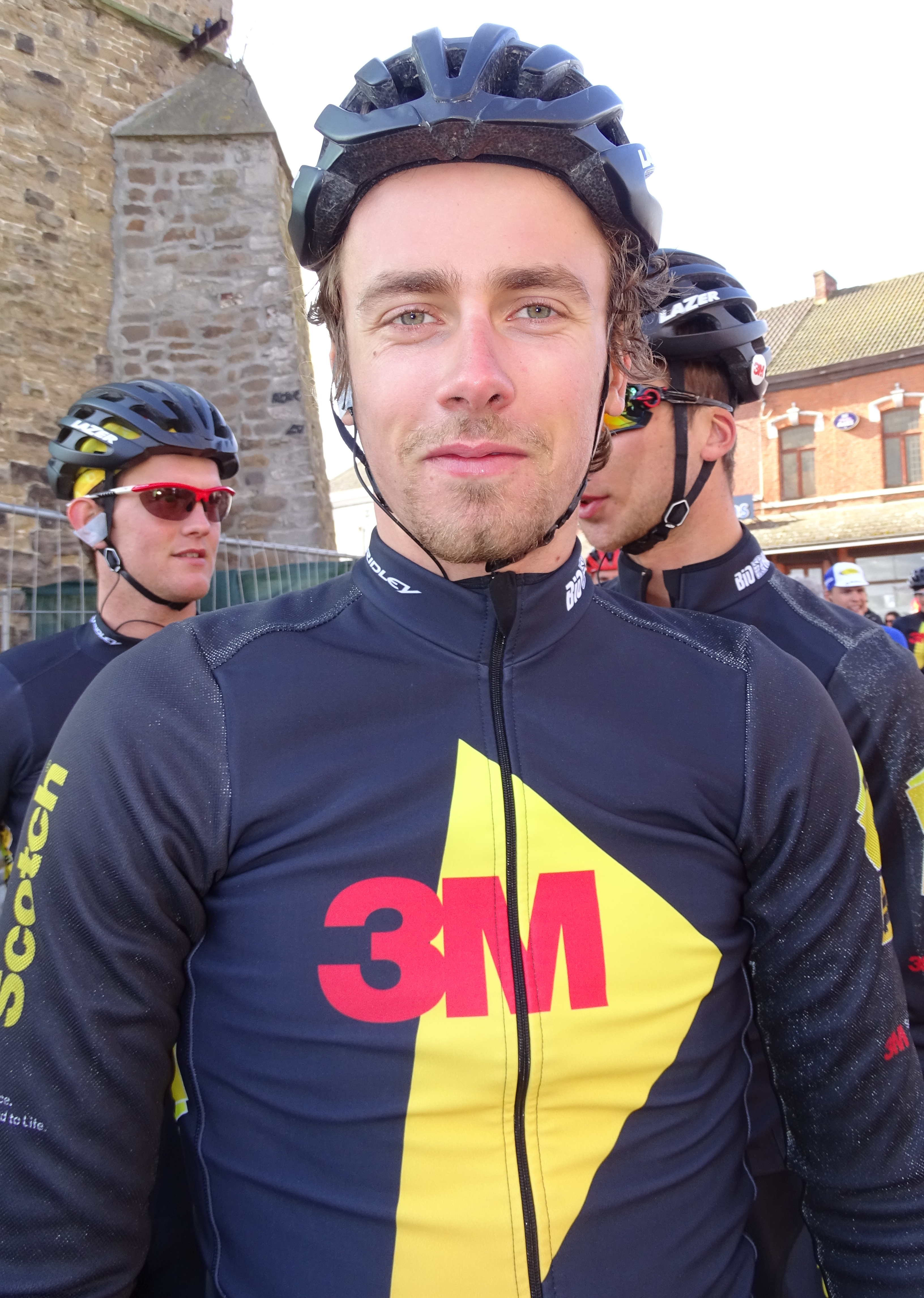
Gertjan De Vos.
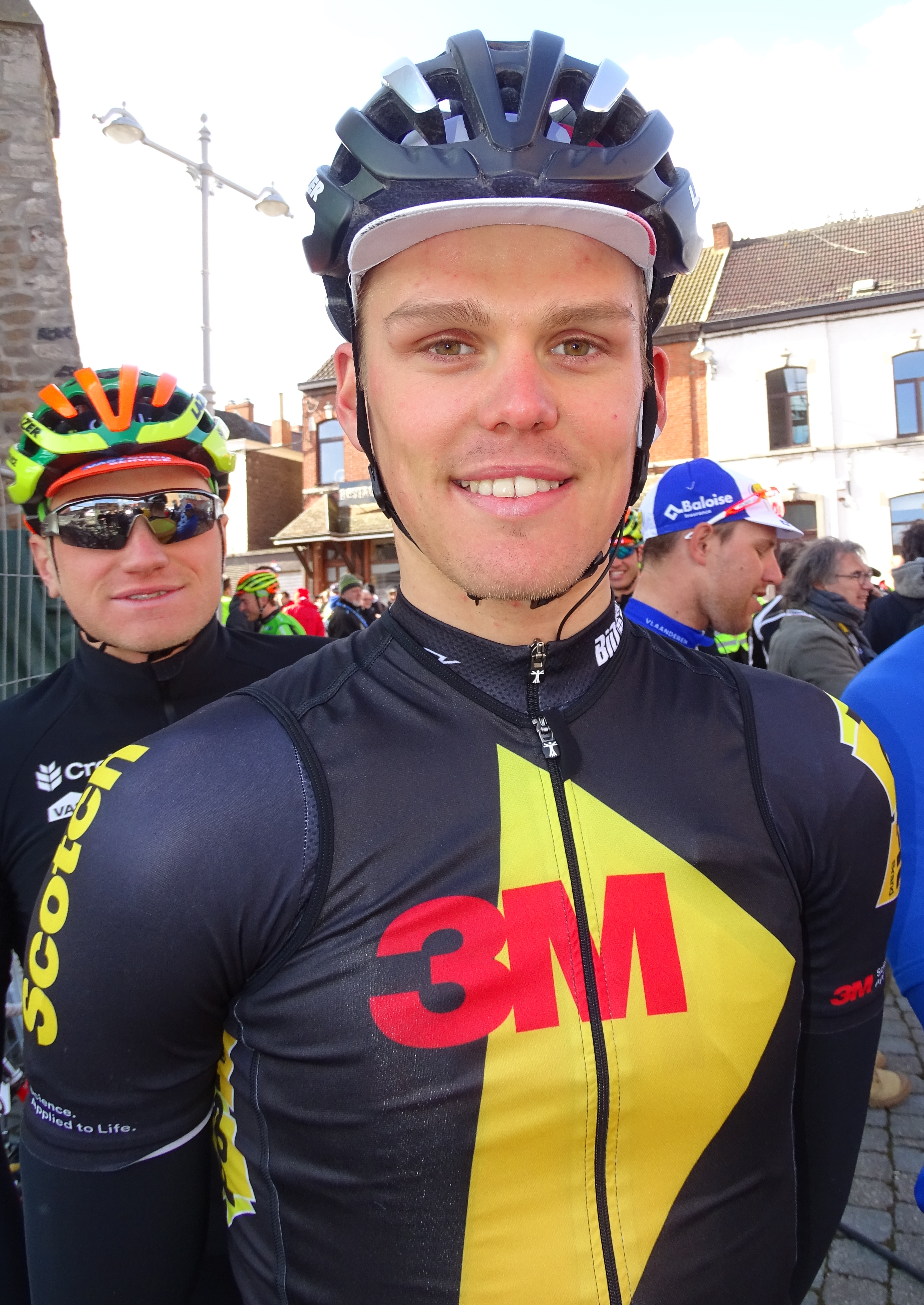
Piotr Havik.
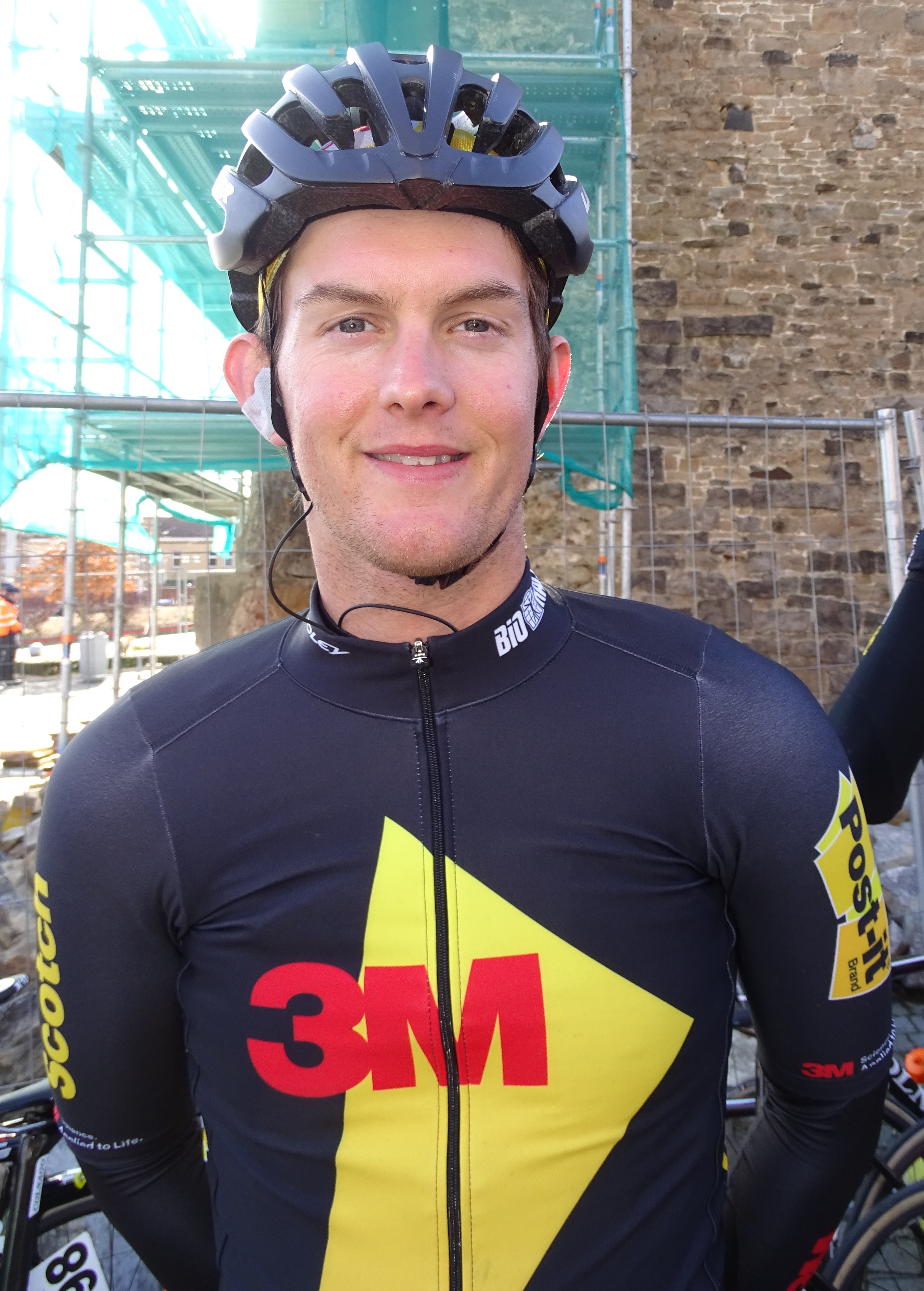
Christophe Sleurs.
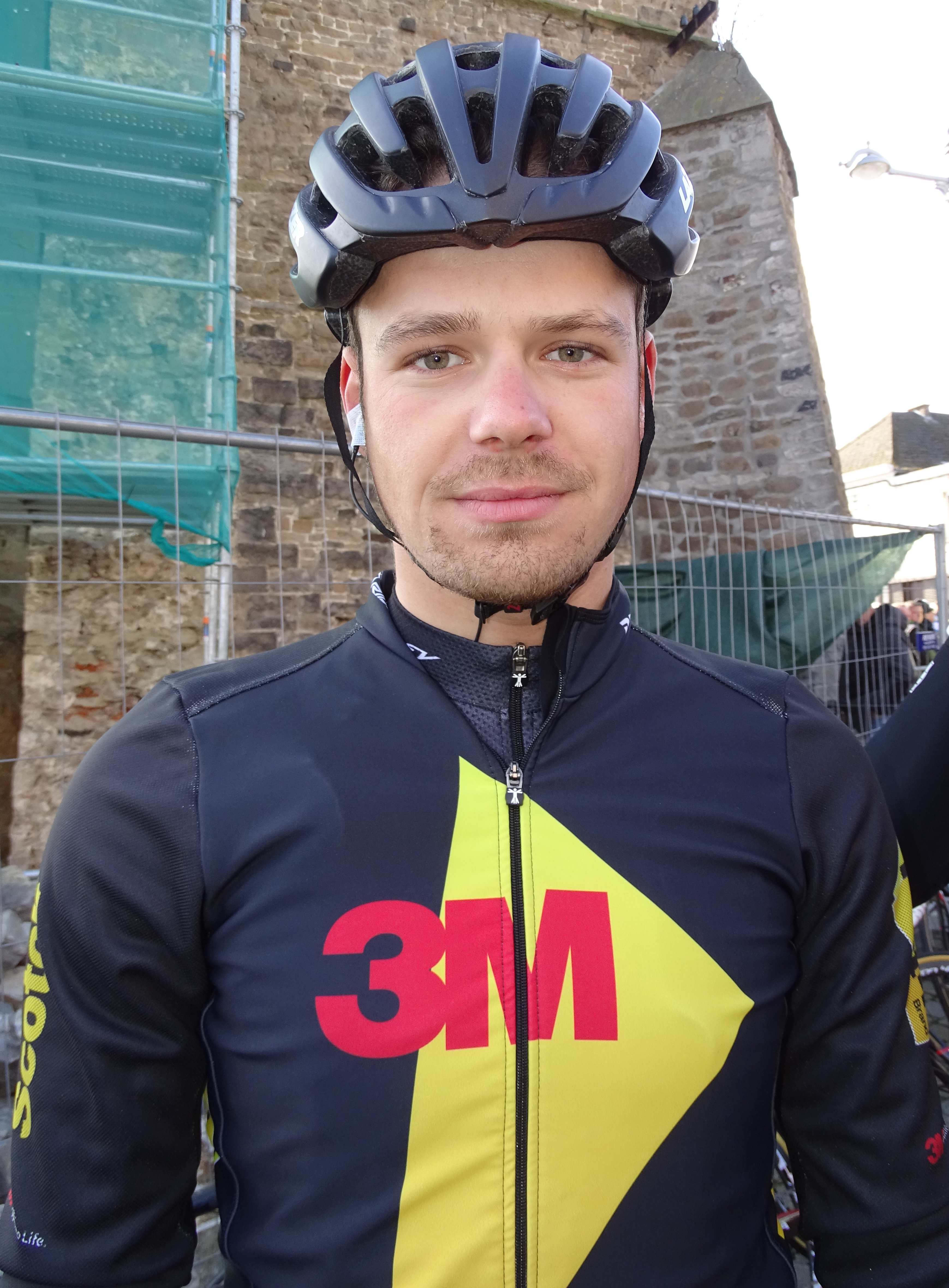
Ricardo van Dongen.
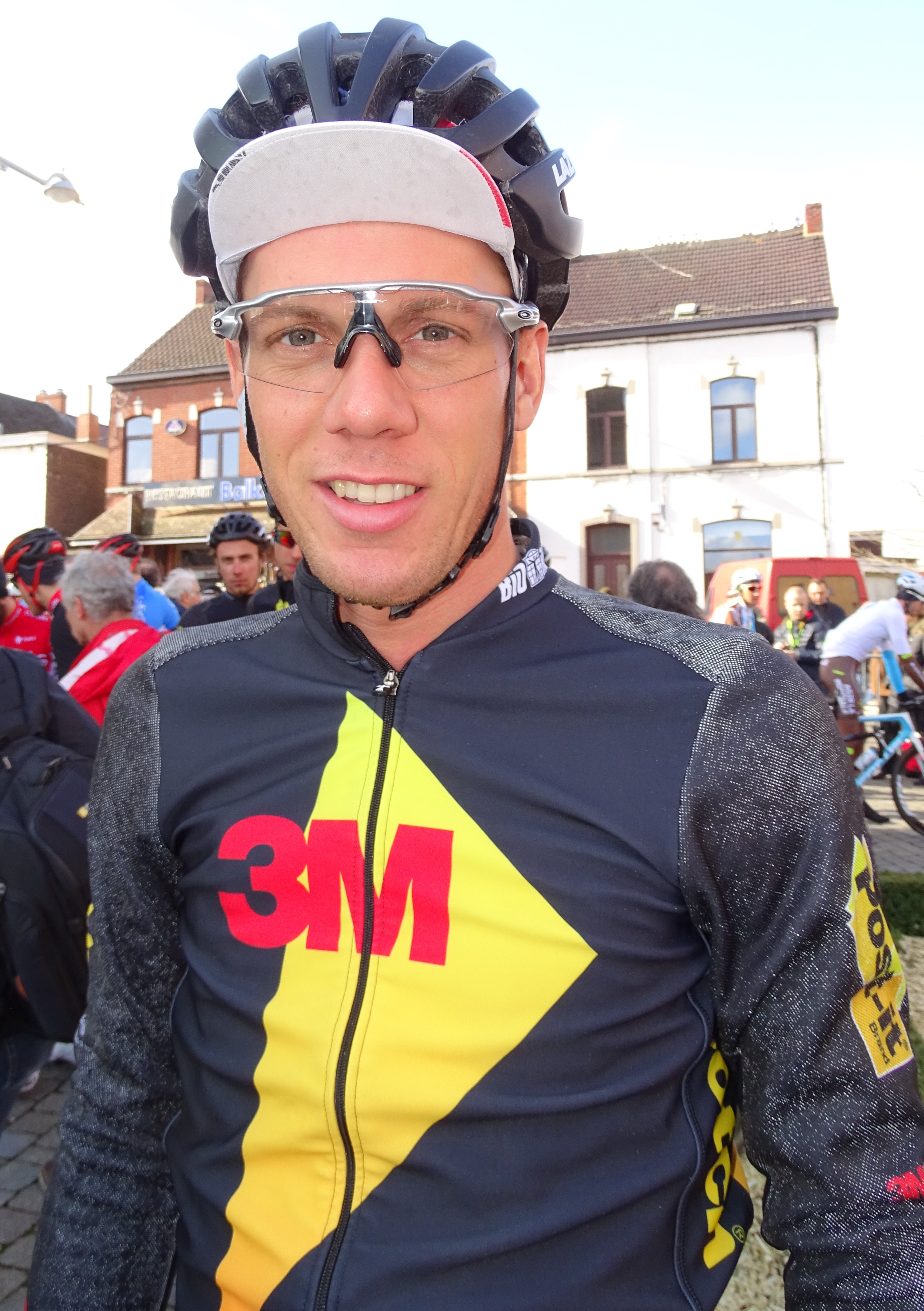
Michael Vingerling.
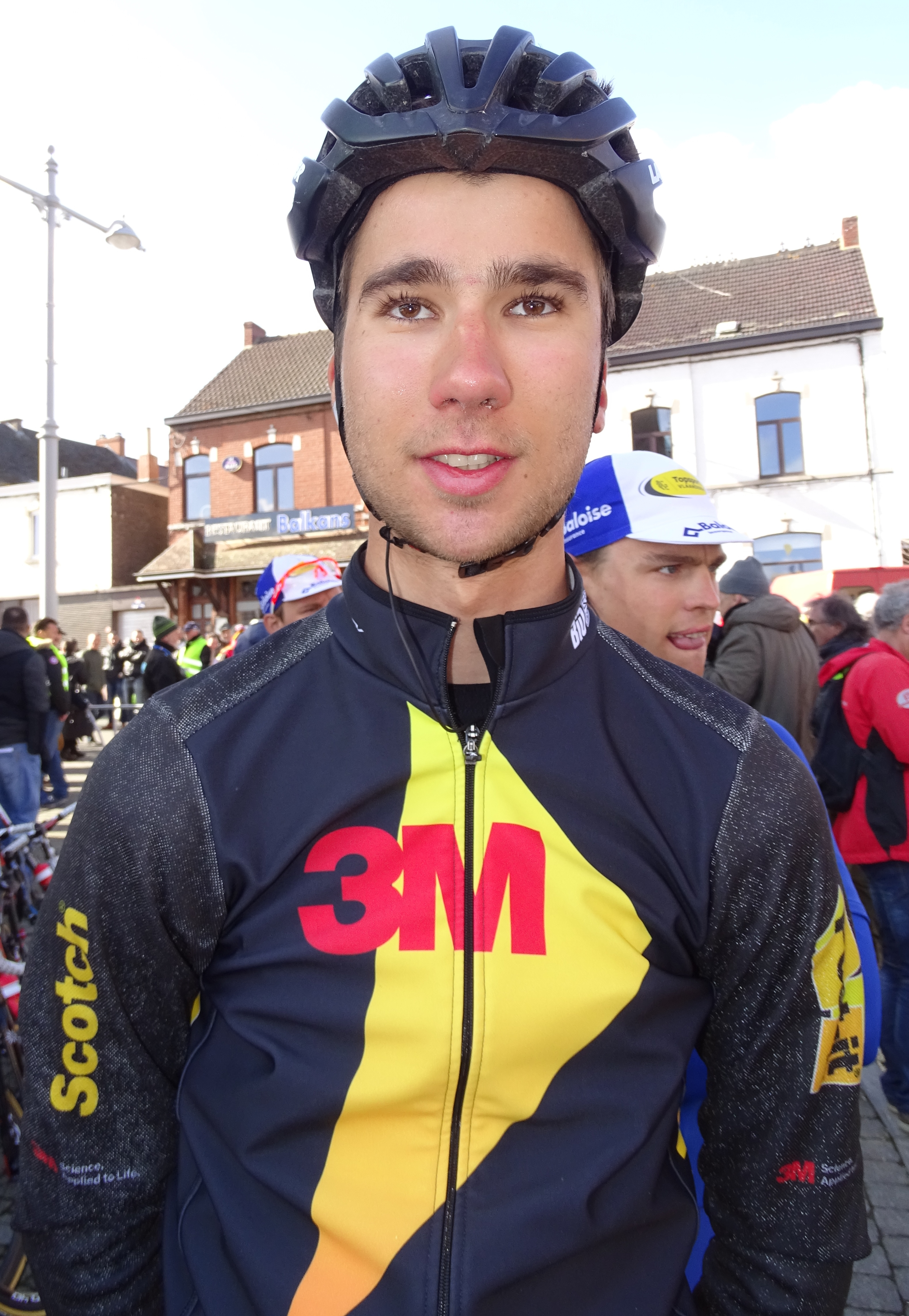
Kenny Willems.

## Bilan de la saison

### Victoires
| Date | Course | Pays | Classe | Vainqueur |
| ---- | ------ | ---- | ------ | --------- |